# Olympische Sommerspiele 1912/Leichtathletik – Stabhochsprung (Männer)
Der Stabhochsprung der Männer bei den Olympischen Spielen 1912 in Stockholm wurde am 10. und 11. Juli 1912 im Stockholmer Olympiastadion ausgetragen. 25 Athleten nahmen daran teil.
Olympiasieger wurde der US-Athlet Harry Babcock. Zwei Silbermedaillen gingen an seine Landsleute Frank Nelson und Marc Wright. Obwohl zwei Teilnehmer Silbermedaillen ersprungen hatten, wurden auch die drei eigentlich gemeinsam viertplatzierten Wettbewerber mit Bronzemedaillen belohnt – ein einmaliger Vorgang bei Olympischen Spielen, dies waren der Kanadier William Halpenny, der US-Springer Frank Murphy und der Schwede Bertil Uggla.

## Rekorde
Weltrekorde waren zum damaligen Zeitpunkt noch inoffiziell.

### Bestehende Rekorde
| Weltrekord         | 4,02 m | Marc Wright ( USA)                       | Cambridge (Massachusetts), USA | 8. Juni 1912  |
| Olympischer Rekord | 3,71 m | Edward Cook ( USA) Alfred Gilbert ( USA) | OS London, Großbritannien      | 24. Juli 1908 |

### Rekordverbesserung
Der US-amerikanische Olympiasieger Harry Babcock verbesserte den bestehenden olympischen Rekord im Finale am 11. Juli um 24 Zentimeter auf 3,95 m.

## Durchführung des Wettbewerbs
Alle 25 Springer hatten am 10. Juli eine Qualifikationsrunde zu absolvieren. Die zu überspringende Qualifikationshöhe lag bei 3,65 Meter. Das Finale für die qualifizierten Springer – hellblau unterlegt – fand am 11. Juli statt.

## Legende
Kurze Übersicht zur Bedeutung der Symbolik – so üblicherweise auch in sonstigen Veröffentlichungen verwendet:
| – | verzichtet   |
| o | übersprungen |
| x | ungültig     |

## Vorrunde
Datum: 10. Juli 1912

### Gruppe A

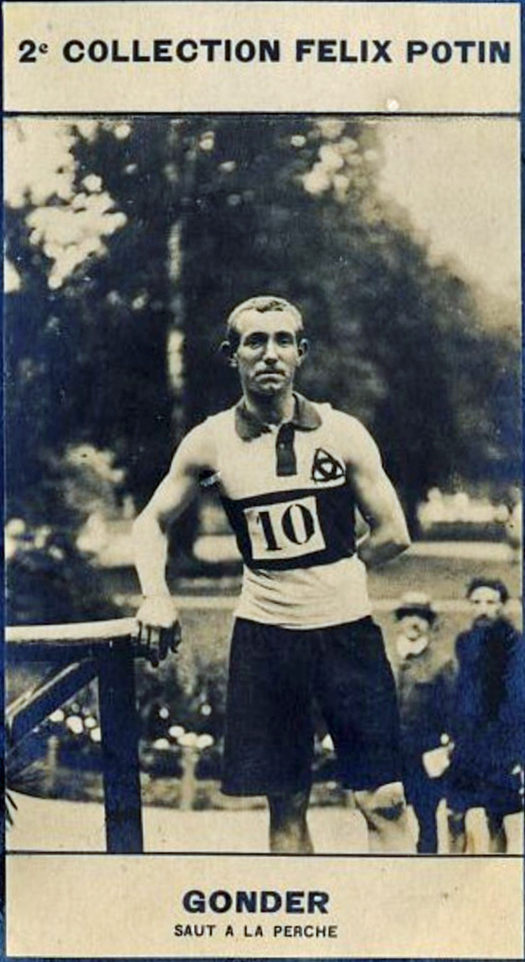
Fernand Gonder – Sieger bei den Zwischenspielen 1906 – schied mit 3,50 m aus

| Platz | Name             | Nation             | Resultat | 3,00 | 3,20 | 3,40 | 3,50 | 3,60 | 3,65 |
| ----- | ---------------- | ------------------ | -------- | ---- | ---- | ---- | ---- | ---- | ---- |
| 1     | Harry Babcock    | Vereinigte Staaten | 3,65 m   | –    | o    | o    | o    | o    | o    |
| 1     | William Halpenny | Kanada             | 3,65 m   | –    | –    | o    | o    | o    | o    |
| 1     | Gordon Dukes     | Vereinigte Staaten | 3,65 m   | -    | xxo  | o    | xxo  | o    | o    |
| 1     | Robert Pasemann  | Deutsches Reich    | 3,65 m   | o    | o    | o    | o    | xxo  | o    |
| 1     | Frank Nelson     | Vereinigte Staaten | 3,65 m   | o    | -    | o    | o    | o    | xo   |
| 1     | Bertil Uggla     | Schweden           | 3,65 m   | o    | o    | o    | o    | o    | xo   |
| 7     | Carl Hårleman    | Schweden           | 3,60 m   | -    | xo   | o    | xo   | o    | xxx  |
| 8     | Fernand Gonder   | Frankreich         | 3,50 m   | xo   | xo   | o    | o    | xxx  |      |
| 9     | Magnus Nilsson   | Schweden           | 3,20 m   | -    | o    | xxx  |      |      |      |
| 9     | Georgios Banikas | Griechenland       | 3,20 m   | xo   | xo   | xxx  |      |      |      |
| NM    | Johann Martin    | Russland           | ogV      | xxx  |      |      |      |      |      |

### Gruppe B
| Platz | Name               | Nation             | Resultat | 3,00 | 3,20 | 3,40 | 3,50 | 3,60 | 3,65 |
| ----- | ------------------ | ------------------ | -------- | ---- | ---- | ---- | ---- | ---- | ---- |
| 1     | Frank Murphy       | Vereinigte Staaten | 3,65 m   | –    | o    | o    | o    | xxo  | o    |
| 1     | Sam Bellah         | Vereinigte Staaten | 3,65 m   | –    | –    | xo   | xxo  | xo   | o    |
| 1     | Bill Fritz         | Vereinigte Staaten | 3,65 m   | –    | o    | o    | o    | o    | o    |
| 1     | Marc Wright        | Vereinigte Staaten | 3,65 m   | -    | –    | o    | o    | o    | xo   |
| 1     | Frank Coyle        | Vereinigte Staaten | 3,65 m   | –    | –    | o    | o    | o    | xxo  |
| 6     | Richard Sjöberg    | Schweden           | 3,60 m   | o    | o    | o    | o    | xxo  | xxx  |
| 6     | Clas Gille         | Schweden           | 3,60 m   | –    | o    | o    | xxo  | xxo  | xxx  |
| 8     | Ulrich Baasch      | Russland           | 3,40 m   | o    | o    | o    | xxx  |      |      |
| 8     | Fritz Bøchen Vikke | Dänemark           | 3,40 m   | o    | o    | o    | xxx  |      |      |
| 10    | Hugo Svensson      | Schweden           | 3,20 m   | o    | o    | xxx  |      |      |      |
| 10    | Sander Santesson   | Schweden           | 3,20 m   | xo   | o    | xxx  |      |      |      |
| 10    | Viktor Franzl      | Österreich         | 3,20 m   | xxo  | o    | xxx  |      |      |      |
| 13    | Jindřich Jirsák    | Böhmen             | 3,00 m   | o    | xxx  |      |      |      |      |
| 13    | Manlio Legat       | Italien            | 3,00 m   | o    | xxx  |      |      |      |      |

## Finale

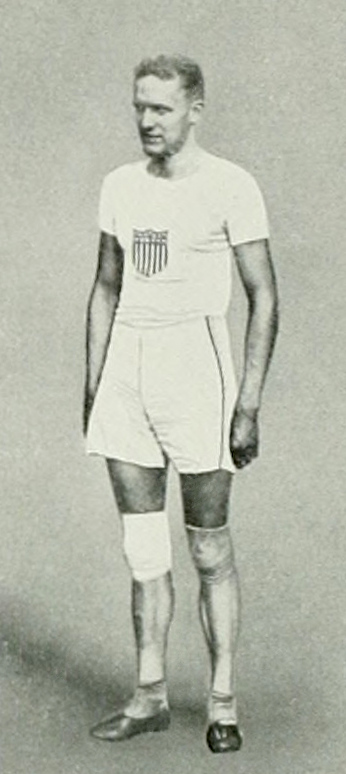
Olympiasieger Harry Babcock

Datum: 11. Juli 1912
| Platz | Name             | Nation             | Resultat  | 3,40 | 3,50 | 3,60 | 3,65 | 3,75 | 3,80 | 3,85 | 3,95 | 4,06 |
| ----- | ---------------- | ------------------ | --------- | ---- | ---- | ---- | ---- | ---- | ---- | ---- | ---- | ---- |
| 1     | Harry Babcock    | Vereinigte Staaten | 3,95 m OR | o    | o    | o    | -    | o    | o    | o    | o    | xxx  |
| 2     | Frank Nelson     | Vereinigte Staaten | 3,85 m000 | o    | o    | o    | xo   | o    | o    | xo   | xxx  |      |
| 2     | Marc Wright      | Vereinigte Staaten | 3,85 m000 | o    | o    | o    | o    | xo   | xo   | xo   | xxx  |      |
| 3     | William Halpenny | Kanada             | 3,80 m000 | o    | xo   | o    | o    | xo   | xo   |      |      |      |
| 3     | Frank Murphy     | Vereinigte Staaten | 3,80 m000 | o    | o    | xo   | xo   | o    | o    | xxx  |      |      |
| 3     | Bertil Uggla     | Schweden           | 3,80 m000 | o    | o    | o    | o    | o    | xo   | xxx  |      |      |
| 7     | Sam Bellah       | Vereinigte Staaten | 3,75 m000 | o    | o    | xo   | o    | xo   | xxx  |      |      |      |
| 8     | Frank Coyle      | Vereinigte Staaten | 3,65 m000 | o    | o    | xo   | xo   | xxx  |      |      |      |      |
| 8     | Gordon Dukes     | Vereinigte Staaten | 3,65 m000 | o    | o    | o    | xxo  | xxx  |      |      |      |      |
| 8     | Bill Fritz       | Vereinigte Staaten | 3,65 m000 | o    | xo   | xo   | xxo  | xxx  |      |      |      |      |
| 11    | Robert Pasemann  | Deutsches Reich    | 3,40 m000 | xo   | xxx  |      |      |      |      |      |      |      |

Von den elf Finalisten waren acht US-Amerikaner, eine Dominanz wie kaum in einer anderen Disziplin. Hinzu kamen ein Schwede, ein Kanadier und der Deutsche Robert Pasemann, der schon früh und scheiterte mit einer Höhe von 3,40 m ausschied. Alle anderen Starter erreichten 3,65 m. Die US-Amerikaner Frank Coyle, Gordon Dukes und Bill Fritz schieden bei 3,75 m aus, Sam Bellah scheiterte an den 3,80 m. Frank Murphy und Bertil Uggla konnten die 3,85 m nicht überqueren, der Kanadier William Halpenny musste wegen einer Verletzung, die er sich bei seinem zweiten und erfolgreichen Versuch über 3,80 m zugezogen hatte, aufgeben. Marc Wright und Frank Nelson scheiterten an der nächsten Höhe, 3,95 m, die Harry Babcock sicher im ersten Versuch überquert hatte. Babcock ließ die Latte nun auf die neue Weltrekordhöhe von 4,06 m legen, scheiterte aber mit allen drei Versuchen.
Insgesamt wurde der alte Olympiarekord von 3,71 m bei diesem Wettkampf 17-mal verbessert: sieben Springer überquerten die 3,75 m, sechs die 3,80 m, drei die 3,85 m und einer die 3,95 m.
Babcocks Goldmedaille war der fünfte US-Sieg im fünften olympischen Finale in dieser Disziplin.

## Bildergalerie

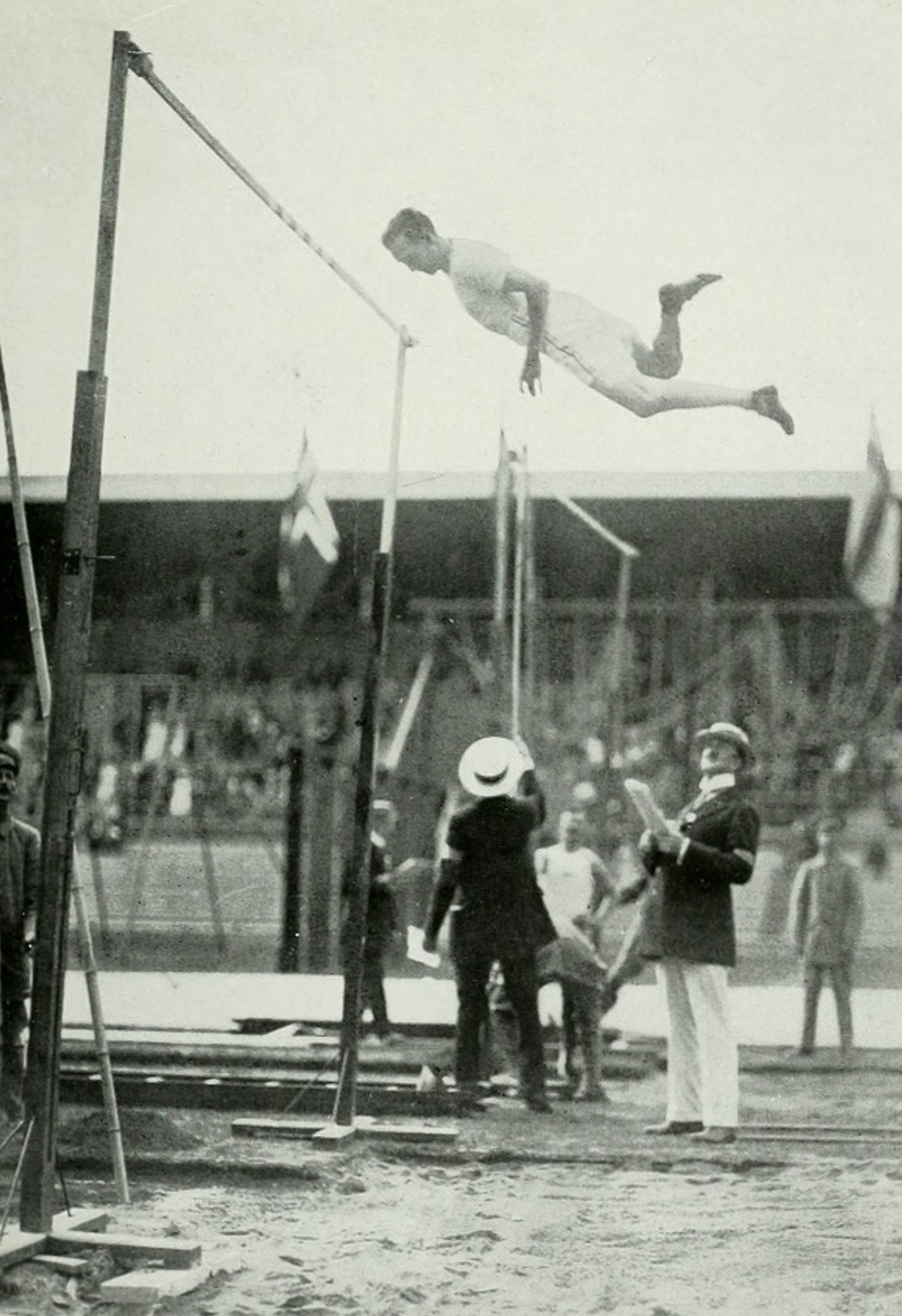
Frank Nelson, Gewinner der geteilten Silbermedaille
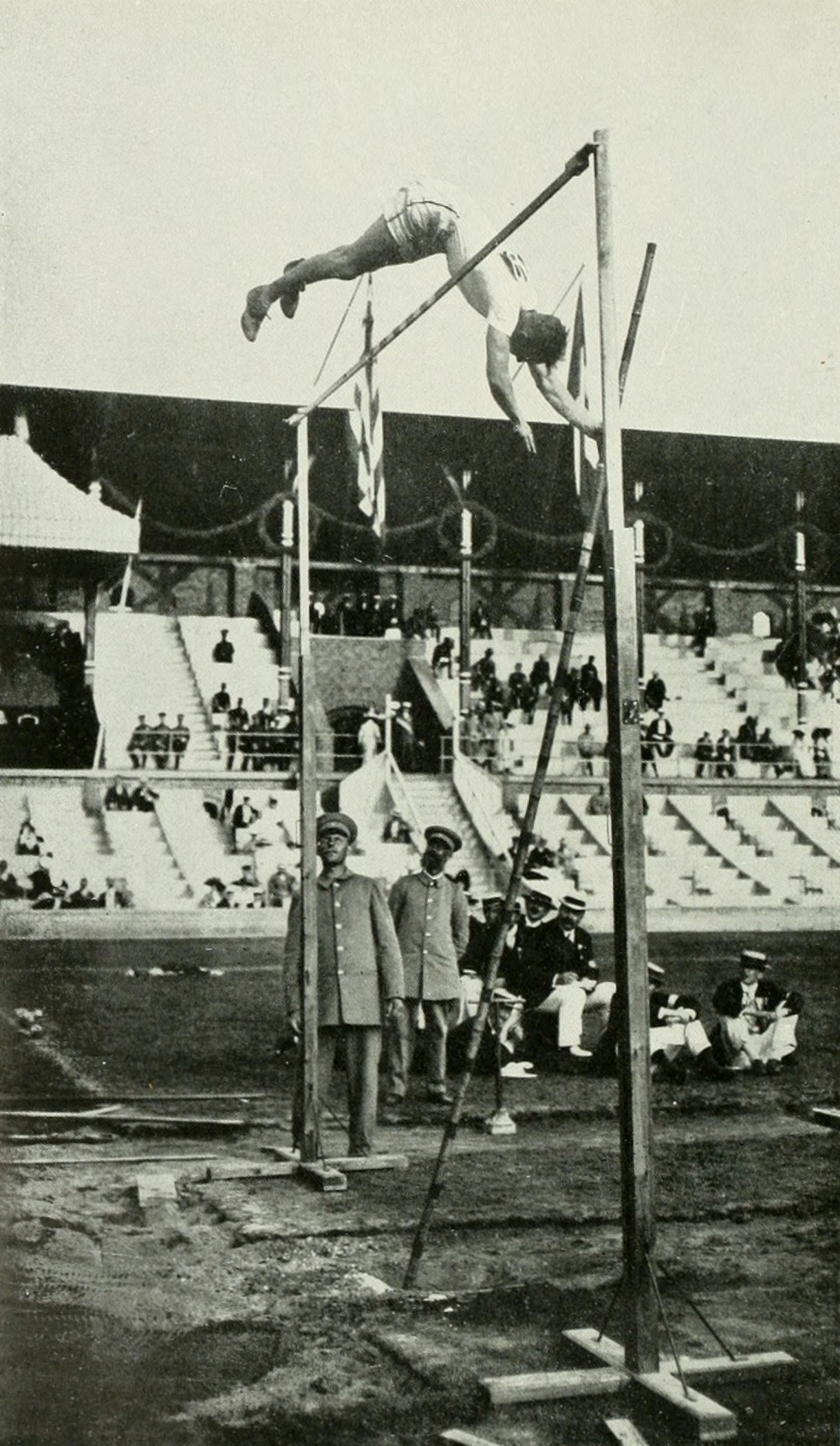
Der Weltrekordinhaber Marc Wright gewann ebenfalls Silber
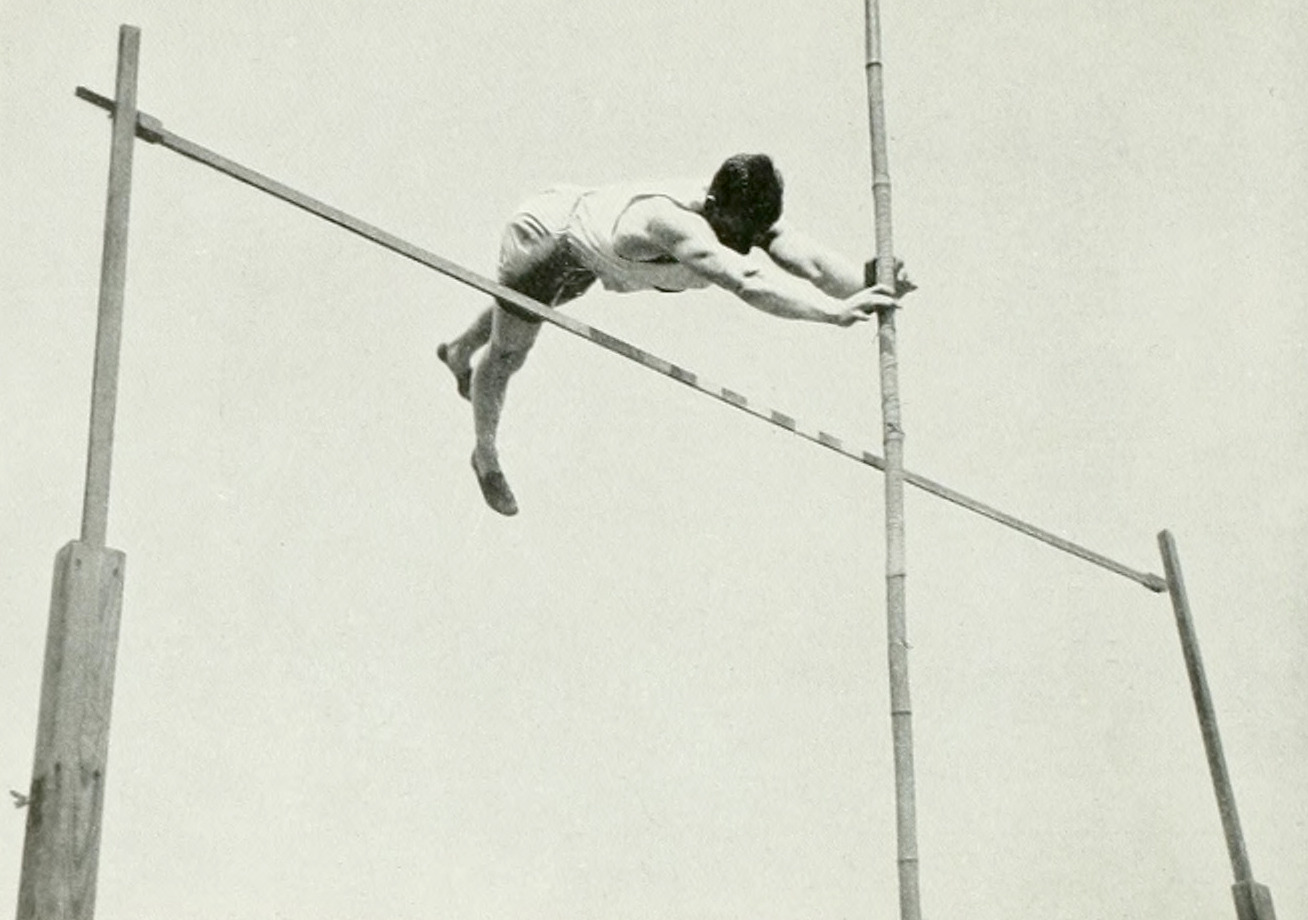
Bertil Uggla, einer von drei Bronzemedaillengewinnern
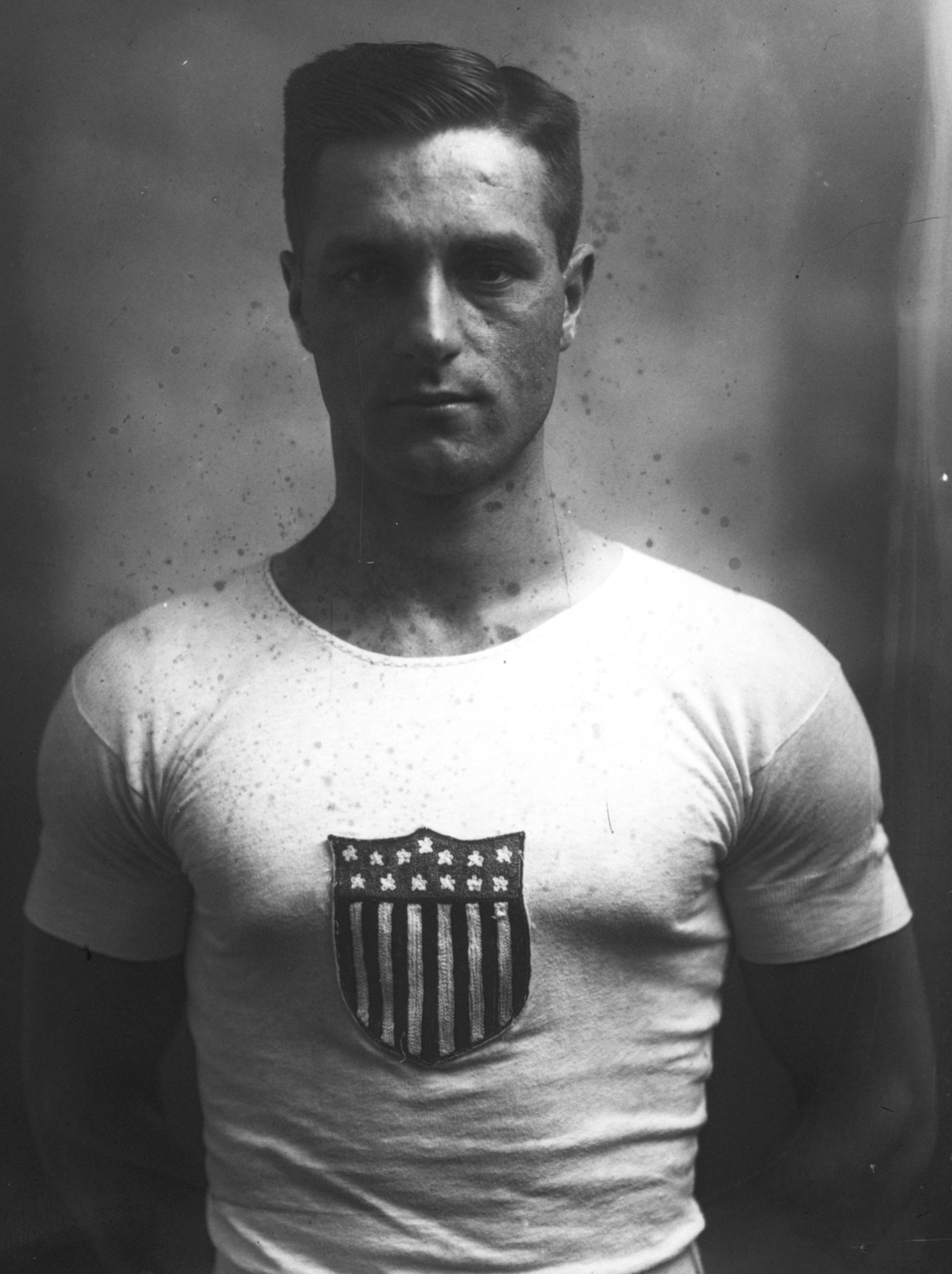
Gordon Dukes wurde Achter

## Video
- 1912 Stockholm Olympics - Gymnastics, Athletics, Fencing & 5000 metres, youtube.com, Bereich: 7:12 min bis 8:18 min, abgerufen am 19. Mai 2021